# Timothy Costelloe
Timothy John Costelloe (Melbourne, 3 febbraio 1954) è un arcivescovo cattolico australiano, dal 20 febbraio 2012 arcivescovo metropolita di Perth.

## Biografia
Timothy John Costelloe è nato il 3 febbraio 1954 a Melbourne, omonima arcidiocesi e Stato federato di Victoria, nella parte sud-orientale del Commonwealth dell'Australia; è il secondo figlio di Francis John (Jack) Costelloe e Carmel Tasma Roadknight.

### Formazione e ministero sacerdotale
Ha iniziato la formazione primaria nella sua città natale frequentando prima la St. Peter's School nel sobborgo di East Bentleigh e poi il Collegio salesiano in quello di Chadstone, ottenendo il diploma liceale nel 1971. Dopo aver lavorato presso diverse industrie, ha iniziato un corso di formazione per diventare insegnante al Christ College di Melbourne, che ha interrotto nel 1977 per entrare a far parte della Società salesiana di San Giovanni Bosco, istituto religioso internazionale di sacerdoti e laici dediti al servizio dei giovani, soprattutto di quelli svantaggiati ed emarginati. Ha emesso la sua prima professione il 31 gennaio 1978 e si è laureato al Christ College alla fine dello stesso anno.
Ha emesso la professione solenne l'8 settembre 1985, trentunenne, ricevendo poi l'ordinazione sacerdotale il 25 ottobre 1986, nella chiesa di San Pietro ad East Bentleigh, per imposizione delle mani di Thomas Francis Little, arcivescovo metropolita di Melbourne.
Dopo aver passato tre anni come coordinatore per l'educazione religiosa e direttore di esercizi spirituali presso il Collegio salesiano di Chadstone, si è trasferito per un soggiorno di studi a Roma, in Italia, dove ha conseguito la licenza in Sacra teologia presso l'Università Pontificia Salesiana nel 1991. Tornato a Melbourne, ha iniziato a tenere lezioni di teologia sistematica al Catholic Theological College ed ha lavorato come assistente del direttore del pre-noviziato dei giovani salesiani.
Nel 1996 è stato trasferito a Perth, dove ha assunto gli incarichi di parroco della parrocchia di San Gioacchino, nella città di Victoria Park, e docente di teologia alla University of Notre Dame Australia a Fremantle; in quel periodo ha conseguito il dottorato in teologia presso il Melbourne College of Divinity.
Dal 22 novembre al 12 dicembre 1998 ha partecipato come consultore e segretario generale alla I assemblea speciale per l'Oceania del Sinodo dei vescovi, presso la Città del Vaticano, con tema Gesù Cristo: seguire la sua Via, proclamare la sua Verità, vivere la sua Vita: una chiamata per i popoli dell'Oceania.
Ritornato a Melbourne a metà del 1999, è stato nominato rettore e direttore della formazione della comunità salesiana nel 2000 ed ha ripreso gli impegni di insegnamento presso il Catholic Theological College. Oltre a questi compiti, è stato nominato parroco della parrocchia di San Giovanni Battista a Clifton Hill nel 2006 e parroco della parrocchia adiacente di San Giuseppe a Collingwood nel gennaio 2007. È stato inoltre membro del Consiglio provinciale dei salesiani dal 2002, delegato provinciale per la formazione nella provincia australiana dal 2003 e delegato regionale per la formazione nella regione salesiana dell'Asia Orientale-Oceania dal 2006; ha ricoperto tali incarichi fino alla promozione all'episcopato.

### Ministero episcopale

#### Vescovo ausiliare di Melbourne
Il 30 aprile 2007 papa Benedetto XVI lo ha nominato, cinquantatreenne, vescovo ausiliare di Melbourne assegnandogli contestualmente la sede titolare di Cluain Iraird. Ha ricevuto la consacrazione episcopale il successivo 15 giugno, nella cattedrale di San Patrizio a Melbourne, per imposizione delle mani di Denis James Hart, arcivescovo metropolita di Melbourne, avendo come co-consacranti il cardinale George Pell, arcivescovo metropolita di Sydney, ed Ambrose Battista De Paoli, arcivescovo titolare di Lares e nunzio apostolico in Australia; durante la stessa celebrazione è stato ordinato vescovo Peter John Elliott, anche lui ausiliare di Melbourne.
Come vescovo ausiliare, monsignor Costelloe è stato incaricato della regione settentrionale dell'arcidiocesi. È stato nominato vicario episcopale per l'istruzione terziaria, presidente della Commissione per l'educazione cattolica dello Stato di Victoria, presidente del Mannix College Council, presidente del comitato direttivo per il centro di leadership cattolica, presidente del comitato consultivo dell'ufficio arcivescovile per l'evangelizzazione e delegato per la pastorale giovanile nell'arcidiocesi di Melbourne. Ha ricoperto anche l'incarico di professore a contratto presso la Australian Catholic University.
Il 15 ottobre 2011 si è recato in Vaticano, assieme ad altri membri dell'episcopato australiano, per la visita ad limina apostolorum, allo scopo di discutere con il pontefice della situazione e dei problemi relativi alla zona pastorale affidatagli nell'arcidiocesi.

#### Arcivescovo metropolita di Perth
Il 20 febbraio 2012 papa Benedetto XVI lo ha promosso, cinquantottenne, arcivescovo metropolita di Perth; è succeduto al settantacinquenne Barry James Hickey, contestualmente dimessosi per raggiunti limiti d'età. Ha preso possesso dell'arcidiocesi durante una cerimonia svoltasi presso la cattedrale dell'Immacolata Concezione a Perth il 21 marzo successivo. Il 29 giugno, giorno della solennità dei Santi Pietro e Paolo, si è recato presso la basilica di San Pietro in Vaticano dove il papa gli ha imposto il pallio, simbolo di comunione tra il metropolita e la Santa Sede.
Il 24 giugno 2019 ha compiuto una seconda visita ad limina.
Dal 6 maggio 2022 è presidente della Conferenza dei vescovi cattolici australiani. In precedenza è stato membro del comitato permanente, della commissione episcopale per la dottrina e la morale e della commissione episcopale per l'educazione cattolica.
Il 15 marzo 2023 il cardinale Mario Grech, segretario generale del Sinodo dei vescovi, lo ha nominato membro della commissione preparatoria per la realizzazione della XVI assemblea generale ordinaria del Sinodo dei vescovi che si terrà nella Città del Vaticano dal 4 al 29 ottobre 2023 sul tema "Per una Chiesa sinodale: comunione, partecipazione e missione". Dal 30 giugno dello stesso anno al 19 marzo 2025 è stato anche amministratore apostolico di Bunbury.

## Genealogia episcopale e successione apostolica
La genealogia episcopale è:
- Cardinale Scipione Rebiba
- Cardinale Giulio Antonio Santori
- Cardinale Girolamo Bernerio, O.P.
- Arcivescovo Galeazzo Sanvitale
- Cardinale Ludovico Ludovisi
- Cardinale Luigi Caetani
- Cardinale Ulderico Carpegna
- Cardinale Paluzzo Paluzzi Altieri degli Albertoni
- Papa Benedetto XIII
- Papa Benedetto XIV
- Papa Clemente XIII
- Cardinale Marcantonio Colonna
- Cardinale Giacinto Sigismondo Gerdil, B.
- Cardinale Giulio Maria della Somaglia
- Cardinale Carlo Odescalchi, S.I.
- Cardinale Costantino Patrizi Naro
- Cardinale Lucido Maria Parocchi
- Cardinale Pietro Respighi
- Cardinale Pietro La Fontaine
- Cardinale Celso Benigno Luigi Costantini
- Cardinale James Robert Knox
- Arcivescovo Thomas Francis Little
- Cardinale George Pell
- Arcivescovo Denis James Hart
- Arcivescovo Timothy John Costelloe, S.D.B.

La successione apostolica è:
- Vescovo Michael Henry Morrissey (2017)
- Vescovo George Kołodziej, S.D.S. (2025)

## Araldica
| Stemma | Descrizione |
| ------ | --- |
|        | Motto Via Veritas Vita ("Via, verità e vita") Nel Vangelo (Gv 14, 6), Gesù descrive se stesso come la Via, la Verità e la Vita. Scegliendo questo motto, l'arcivescovo desidera indicare che Gesù è al centro della nostra fede: è Lui che cerchiamo di conoscere, amare, servire e proclamare; è Lui che ci condurrà al Padre perché, come dice, "Nessuno può venire al Padre se non per mezzo di me" (Gv 14, 6). Stemma Lo scudo, accollato a una croce astile patriarcale d'oro, posta in palo, è timbrato da un cappello con cordoni e nappe di rosso. Le nappe, in numero di venti, sono disposte dieci per parte, in cinque ordini di 1, 2, 3, 4. Gli emblemi sulla parte sinistra dello scudo rappresentano nella parte superiore la costellazione della Croce del Sud, simbolo dell'arcidiocesi di Perth, ed in quella inferiore il cigno nero su fondo oro, simbolo dello stato dell'Australia occidentale. Gli emblemi nella parte destra sono quelli personali dell'arcivescovo: la stella d'oro su sfondo blu rappresenta Maria, la Madre di Dio, spesso definita la stella del mare, la cui preghiera e la cui presenza nella vita porta alla salvezza; i tre alberi rappresentano San Giovanni Bosco, fondatore della Congregazione salesiana, a cui appartiene l'arcivescovo; i tre diamanti sono presi dallo stemma della famiglia Costelloe e rappresentano le tre virtù teologali della fede, della speranza e della carità. |